# 谷本観月
谷本 観月（たにもと みづき、1994年12月18日 - ）は、岡山県倉敷市出身の女子長距離走・マラソン選手。2019年世界陸上ドーハ大会女子マラソン7位入賞。

## 経歴

### 学生時代
小学6年時に全国小学生クロカンリレー5区で区間3位となった。
倉敷市立琴浦中学校、鈴峯女子高等学校（現 広島修道大学ひろしま協創高等学校）に在学。中学校・高等学校時代は全国大会に出場していない。

### 実業団入社後
2013年に天満屋に入社してから長い距離で適性を見せ、ロード種目で着実に力をつける。
2018年名古屋ウィメンズマラソンでマラソンデビュー。同年の北海道ではペースメーカーの前に出て独走する果敢なレースを展開し、2時間31秒34秒で3位に食い込んで注目を集めた。
2019年名古屋ウィメンズマラソンでは、途中で転倒するアクシデントに見舞われながらも最後まで粘り抜き、自己記録を6分06秒更新する2時間25分28秒でフィニッシュ。MGCファイナリストを除いて日本人4位となり、MGC切符を手に入れた。

### 世界陸上選出
2019年、MGCを辞退し世界陸上競技選手権大会の女子マラソン代表に選出された。
世界陸上ドーハ大会の女子マラソンでは気温が30度、湿度が90％と過酷な条件の中でスタートし、日本勢は序盤に先頭集団から大きく遅れたが、谷本は20km過ぎから後半怒涛の追い上げを見せ、2時間39分09秒で日本人最高の7位でフィニッシュ。日本女子では2大会ぶりの入賞を果たした。

## 主な記録
| レース日   | レース名                 | 種目           | 順位 | 記録          | 備考              |
| ---------- | ------------------------ | -------------- | ---- | ------------- | ----------------- |
| 2018年3月  | 名古屋ウィメンズマラソン | マラソン       | 21位 | 2時間35分58秒 | 初マラソン        |
| 2018年7月  | 函館マラソン             | ハーフマラソン | 優勝 | 1時間12分40秒 |                   |
| 2018年8月  | 北海道マラソン           | マラソン       | 3位  | 2時間31分34秒 |                   |
| 2018年12月 | 山陽女子ロードレース大会 | ハーフマラソン | 5位  | 1時間11分02秒 |                   |
| 2019年3月  | 名古屋ウィメンズマラソン | マラソン       | 11位 | 2時間25分28秒 | MGC出場権獲得     |
| 2019年9月  | 2019年世界陸上ドーハ大会 | マラソン       | 7位  | 2時間39分09秒 | 日本代表、7位入賞 |
| 2020年1月  | 大阪国際女子マラソン     | マラソン       | 15位 | 2時間28分48秒 |                   |
| 2022年1月  | 大阪国際女子マラソン     | マラソン       | 4位  | 2時間23分11秒 |                   |

## 自己ベスト
- 3000m 9分18秒33
- 5000m 15分46秒40
- 10000m 32分18秒44
- ハーフマラソン 1時間11分02秒
- マラソン 2時間23分11秒